# Julián Fontirroig
Julián Fontirroig Gibert (María de la Salud, Baleares, 20 de febrero de 1545) es un religioso español.

## Biografía
Descendiente de capitanes conquistadores de Mallorca, e hijo de Jaime Fontirroig y Francisca Gibert que eran solariegos de la casa y alquería llamada Son Roig de María de la Salud. De niño sufrió un grave accidente cuando cayó al fuego, quedando quemado el rostro y su mano derecha. Aprendió a leer y escribir en su residencia, cursó gramática y retórica en la Escuela de Randa, se instaló en Palma y estudió artes y filosofía en el convento de Santo Domingo. Inició su vida de servicio como fray de la orden de los Dominicos en 1571, cuando contaba con 27 años.
Los preceptos religiosos inculcaron en su corazón el servicio a los necesitados, siendo llamado “padre de los pobres”.  Se dedicó por completo por los demás, y todos los momentos de su vida llevaron el sello de la bondad.  Se dice de él que fue un hombre de gran santidad y  que tuvo una vida admirable. Fue cofundador del convento de San Vicente Ferrer de Manacor.
Falleció el 9 de septiembre de 1613 en Palma, a la edad de 69 años. Se le inició el proceso de beatificación (en cual fue sobreseído años más tarde). El 16 de diciembre de 1690 fue públicamente reconocido.
Cuando el Monasterio de Santo Domingo fue demolido, sus restos fueron trasladados a la Catedral de Palma de Mallorca, donde actualmente se encuentra.